# رار (صيغة ملف)
رار (بالإنجليزية: Rar)‏ هو ملف مضغوط أو أرشيف أو حاوية بيانات، يحتوي على ملف أو أكثر من الملفات والمجلدات الأخرى بداخله. ويعتبر إحدى الصيغ التي يدعمها برنامج الوينرار (بالإنجليزية: WinRAR)‏، وهو امتداد للملفات الخاصة بالبرنامج. كما أنه صيغة مسجلة لشركة البرنامج رارلاب (بالإنجليزية: RARLAB)‏. ويدعم ضغط الملفات، كشف الأعطال وإصلاحها، ومد الملفات (حَزّم ملف أو دَفق بيانات في عدة ملفات لها حجم معين، يمكن إعادة جمعها لإعادة تكوين الملف الأصلي لاحقًا).

## صيغة الملف
إمتدادات أسماء الملفات المستخدمة من قبل رار هي rar. لمجموعة البيانات و rev. لمجموعة الاسترداد. النسخ السابقة من رار تقسم الأرشيفات الكبيرة إلى عدة ملفات أصغر منشأة «أرشيف متعدد المجلدات». تستخدم الأرقام في إمتدادات الملفات الصغيرة للاحتفاظ بالتسلسل الصحيح. يستخدم الملف الأول الإمتداد rar.، ثم r00. للثاني، ثم r01. وr02.، إلخ.
تطبيقات ضغط الرار والمكتبات (بما في ذلك واجهة المستخدم الرسومية لتطبيق WinRAR لنظام التشغيل ويندوز) هي برمجيات مملوكة لالكسندر روشال، الأخ الأكبر من يوجين روشال.
الحد الأدنى لحجم ملفات الرار هو 20 بايت. الحد الأقصى لحجم ملفات الرار هو 9,223,372,036,854,775,807 بايت، وهو 8 إكسبي بايت ناقص 1 بايت.

## المبرمج
المبرمج روسي الجنسية يدعى يوجين روشال (بالإنجليزية: Eugene Roshal)‏

## التسمية
يرمز الاسم RAR إلى Roshal Archive

## الإصدارات
يوجد على الأقل ستة إصدارات رئيسية وفرعية من صيغة رار. يعتقد أن الإصدارات الأولى RAR1.3 وخاصة RAR1.5 هي أساس الإصدارات الأحدث ولكن لا تتوفر أية وثائق عامة حول هذه الإصدارات المبكرة.
| إصدارات رار              | النسخة | التحديثات |
| ------------------------ | --- | --------- |
| 1.3                      | أول إصدار عام |           |
| 1.5                      | التغييرات غير معروفة |           |
| 2.0                      | ضغط الوسائط المتعددة للصور النقطية الملونة الحقيقية والصوت غير المضغوط. ما يصل إلى 1 MiB قاموس مضغوط. يقدم أرشيف سجل استرداد حماية البيانات. |           |
| 3.0                      | |           |
| 4.0 (أيضا معروفة بـ 2.9) | تغيير ملحقات الملفات من {اسم وحدة التخزين}.rar و{اسم وحدة التخزين}.r00 و{اسم وحدة التخزين}.r01، إلخ إلى {اسم وحدة التخزين}.part001.rar و{اسم وحدة التخزين}.part002.rar، إلخ. تشفير كل من بيانات ورؤوس الملفات. تحسين خوارزمية الضغط باستخدام حجم قاموس 4 MiB، خوارزمية PPMII الخاصة بديمتري شكارن (Dmitry Shkarin) لبيانات الملف. إنشاء اختياري لـ "وحدات تخزين الاسترداد" (ملفات rev.) مع بيانات التكرار، والتي يمكن استخدامها لإعادة إنشاء الملفات المفقودة في مجموعة وحدات تخزين. دعم ملفات الأرشيف الأكبر من 9 GiB. دعم أسماء ملفات يونيكود المخزنة في UTF-16 little endian format. |           |
| 5.0                      | زيادة الحد الأقصى لحجم القاموس المضغوط إلى 1 GiB (الافتراضي لWinRAR 5.x هو 32 MiB و 4 MiB لWinRAR 4.x). زيادة الحد الأقصى لطول المسار للملفات في أرشيفات رار وزيب إلى 2048 حرفاً. دعم أسماء الملفات يونيكود المخزنة بصيغة التنسيق الموحد UTF-8. ضغط وفك ضغط أسرع. دعم إزالة الضغط متعدد النواة. تحسين الإستعادة بشكل كبير. زيادة تشفير AES اختياري من 128 بت إلى 256 بت. 256-bit BLAKE2 file hash اختياري بدلا من 32-bit CRC32 file checksum الإفتراضي. الكشف الاختياري عن الملفات المكررة. ارتباطات NTFS الثابتة والرمزية اختيارية. سجل مفتوح سريع اختياري. إزالة خوارزميات الضغط المتخصصة لـ ملفات Itanium التنفيذية، النصوص، والصوت الخام (WAV)، وملفات الصور الخام (BMP)؛ وبالتالي، فإن بعض الملفات من هذه الأنواع تضغط بشكل أفضل في نسخة رار الأقدم 4.0 مع تمكين هذه الخيارات في النسخة 5.0. |           |

## استخدامات ملفات الرار
يتم وضع الملفات في ملف رار لضغطها إلى حجم أصغر، مما يسمح بتنزيل الملفات المحتواة بشكل أسرع ويسهل إرسال ومشاركة هذه الملفات.

## إنشاء ملفات الرار
يمكن إنشاء ملفات رار باستخدام البرامج التجارية مثل وينرار (ويندوز) ورار للاندرويد وسطر الأوامر (متوفر في ويندوز ودوس وماك أو اس ولينكس وفري بي إس دي)، وغيرها من البرامج التي لديها إذن مكتوب من الكسندر روشال أو التي تستخدم نص برمجي بموجب ترخيص من روشال. تحظر اتفاقيات ترخيص البرامج الهندسة العكسية.

## برنامج لاستخراج ملفات الرار
يمكن لعدة برامج فك هذه الصيغة من الملفات.
- وينرار
- وين زيب
- رار لاب (بالإنجليزية: RARLAB)‏
- 7 زيب (بالإنجليزية: 7-Zip)‏
- زيب فري (بالإنجليزية: Zip free)‏
- بي زيب (بالإنجليزية: PeaZip)‏
- زيب وير (بالإنجليزية: Zipware)‏
- زيب ارشيفر (بالإنجليزية: Zip Archiver)‏
- ان ارشيفر (بالإنجليزية: Unarchiver)‏

## تحويل ملفات الرار[4]
يمكن تحويل الرار من ملف له الإمتداد rar. إلى ملف مضغوط له إمتداد مثل 7Z، ZIP، LGH، TGZ، TAR، CAB أو أي من إمتدادات الأرشيفات الأخرى. لا يمكن تحويل ملف رار إلى ملف غير مضغوط مثل pdf أو mp3. بعض البرامج التي تستخدم للتحويل بين إمتدادات الملفات المضغوطة هي زامزار (Zamzar) وفايل زيق زاق (FileZigZag) وآي زارك (IZArc).

## وصلات خارجية
- الموقع الرسمي (باللغة الإنجليزية)